# Okręg Bristol Bay
Okręg Bristol Bay (ang. Bristol Bay Borough) – okręg w Stanach Zjednoczonych położony w stanie Alaska. Siedziba okręgu znajduje się w mieście Naknek. Założony w 1962 roku. 
Zamieszkany przez 997 osób. Największy odsetek ludności stanowi ludność biała (48,2%) oraz rdzenni mieszkańcy (33,5%). 

## Większe miasteczka
- King Salmon
- Naknek
- South Naknek